# 陸奧雷
陸奧雷（1981年—），澳門詩人、小說家、專欄作家，八十後澳門新世代創作人之一，文學創作多面手，被稱為「板樟堂詩人」，以書寫澳門本土情懷的作品著稱，現為澳門筆會副理事長，文學雜誌《澳門筆匯》總編輯。

## 文學歷程
陸奧雷畢業於澳門培正中學，為廣州暨南大學漢語言文學專業學士，澳門大學文學碩士。2000年開始，以《澳門日報》鏡海版為平台開始文學創作。
2013年，陸奧雷與詩人賀綾聲合作，陸續以「陸奧雷 x 賀綾聲」／「賀綾聲 x 陸奧雷」為品牌發表多媒體創作，其中包括短片〈片段．遇見〉、〈出走〉，致力於利用創作素材和審美視覺，與其他澳門創作人聯手，研究各種影像與意象結合的藝術計劃。
2015年，作品〈幸福來電〉經澳門導演陳雅莉改編執導，製作成推廣澳門文學的宣傳短片。
2016年10月，詩作〈街坊，請問〉被譯成葡語引用到葡萄牙南方劇團作品《故事的旅行——澳門篇》（Contos em Viagem - Macau）中。
2016年12月，策劃〈澳門文學地圖3青洲舊夢〉多媒體文學展，經陳雅莉導演、李峻一配樂並聯同不同界別創作人，製作多媒體短片《青洲舊夢》，把作家太皮的同名短篇小說以“音樂、聲演、沙畫、影像”的方式呈現。

## 作品
著作包括短篇小說集《板樟堂的倒數聲》（2013，澳門日報出版社 ISBN 978-99937-32-97-6）、現代詩與散文合集《摩天輪的幻象生活》（2014，澳門故事協會 ISBN 978-99965-42-61-9），詩集《這一次，我一個人來到這裡》（2017，澳門日報出版社 ISBN：9789996548321），短篇小說集《讓寧靜的西灣治療我的憂鬱》(2015，澳門日報出版社 ISBN：9789996548222)，《幸福來電》(2019, 作家出版社 ISBN：9787521202397)。專欄結集《新世代生活誌：第一個五年》(2016, 作家出版社)。
專欄可見於澳門日報、華僑報及各澳門雜誌及網站。自2011年澳門文學作品選推出以來，其詩、小說及散文皆收錄於該系列選集內。

## 獎項
部份創作獎項包括：
2001年，澳門文學獎小說組季軍〈永遠的夜〉
2001年，澳門文學獎散文組優秀獎〈手〉，收錄於《摩天輪的幻象生活》
2001年，澳門文學獎新詩組優秀獎〈反潮流者〉收錄於《摩天輪的幻象生活》
2002年，全國學院盃廣告設計大賽平面類優秀奬〈珠寶廣告：配戴你的貼心美麗〉
2003年，澳門文學獎小說組優秀獎〈魚〉收錄於《板樟堂的倒數聲》
2003年，澳門文學獎新詩組優秀獎〈尋找午後的石板街景〉收錄於《摩天輪的幻象生活》
2011年，澳門文學獎新詩組季軍〈我和你，共生的城〉收錄於《摩天輪的幻象生活》
2011年，澳門文學獎散文組優秀獎〈澳門人和澳門座標〉收錄於《摩天輪的幻象生活》
2013年，澳門文學獎小說組冠軍〈逐夢者的天空〉
2013年，澳門文學獎新詩組優秀獎〈2049，預言鳥的飛行〉
2013年，我心中的澳門全球華文徵文大賽三等獎〈2013澳門的鄉愁〉
2017年，澳門文學獎新詩組優秀獎〈偽墓誌銘〉
2020年，第四屆紀念李鵬翥文學獎散文組首獎〈文學高山、悲觀情緒與心靈的火焰〉
2023年，第七屆紀念李鵬翥文學獎詩歌組推薦獎〈與遺忘作戰〉
2024年，第八屆紀念李鵬翥文學獎小說組首獎〈AI告解室〉